# 多刺甲龍屬
多刺甲龍屬又名釘背龍，名稱衍化於希臘文，poly-/πολυ-意為「許多」，acantha/ακανθα意為「棘刺」或「刺針」。多刺甲龍是種有護甲、尖刺、以植物為食的早期甲龍亞目恐龍，生存於早白堊紀的歐洲，約1億3000萬年前到1億2500萬年前。

## 敘述

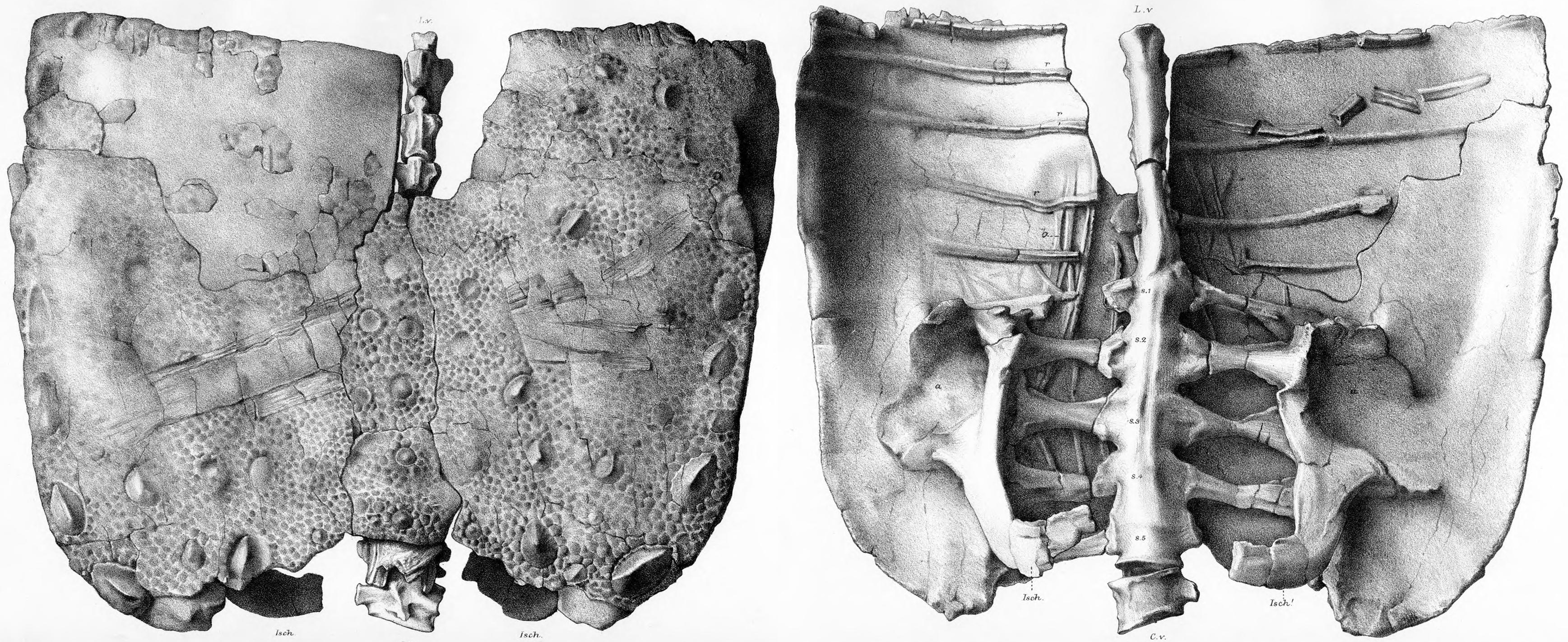
多刺甲龍的臀部骨甲

多刺甲龍身長4到5公尺之間。牠們是種四足鳥臀目恐龍。多刺甲龍的已發現化石不多，所以對於一些重要生理特徵的暸解並不多，例如頭顱骨。早期的敘述對於多刺甲龍的頭部非常不明確，僅瞭解牠們身體的後半部。
多刺甲龍有一個大型薦骨護甲，是由臀部（薦骨部位）的真皮骨（Dermal bone）所形成的單一固定甲殼，該護甲並未連接至下面的骨頭，佈有許多結節。這是多刺甲龍亞科恐龍所共有的特徵，例如加斯頓龍、邁摩爾甲龍。

## 發現與種
多刺甲龍屬有兩個種，都來自於歐洲：
- 福氏多刺甲龍（P. foxii）：是在1865年，由威特島神職人員威廉·達爾文·福克斯（William Darwin Fox）所發現[3]，並由理察·歐文在同一年命名。該標本是不完整的骨骸，缺少頭部、頸部、裝甲前部、以及前肢。已發現另外兩個部份骨骸化石。第二個標本是由William T. Blows博士在1979年所發現、挖掘，目前在倫敦自然史博物館。該標本是本種第一個顯示頸椎與裝甲前部的標本[4]。
- 鲁德格维克多刺甲龙（P. rudgwickensis）：由William T. Blows博士在1996年所命名[5]，在1985年發現時被認為是禽龍，現在於薩塞克斯霍舍姆博物館展出。本種的化石零碎不全，包括數個不完整脊椎骨、部份肩胛烏喙骨（Scapulocoracoid）、肱骨末端、一個接近完整的右脛骨、肋骨碎片、以及兩個皮內成骨（Osteoderms）。P. rudgwickensis體型似乎大於模式種P. foxii約30%，兩者的差別在於脊椎與真皮裝甲的許多特徵。種名是以西薩賽克斯郡的Rudgwick村為名，化石是在Rudgwick村的一個磚瓦公司採石場發現，該採石場的底部是薩賽克斯組的泥灰岩層，地質年代是巴列姆階，約1億3200萬年前到1億2400萬年前。2015年，W. T. Blows将其建立为新属Horshamosaurus。

## 大眾文化

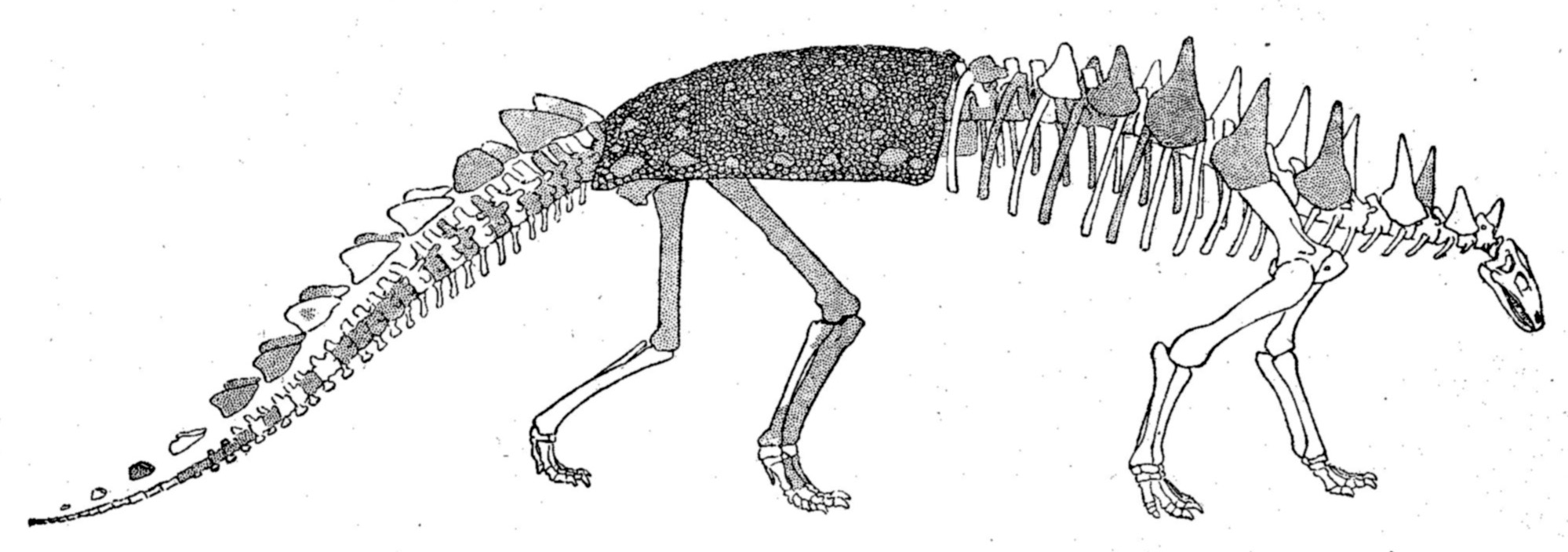
福氏多刺甲龍的骨骼示意圖，由法蘭茲·諾普喬繪製

儘管多刺甲龍有獨特的外表，但牠不常出現在大眾文化。然而，多刺甲龍出現於《與恐龍共舞》（Walking with Dinosaurs）第四集，但只有出現一下。牠們被敘述成與禽龍一起遷徙。
多刺甲龍曾短暫出現在1975年的電影《被時間遺忘的土地》（The Land That Time Forgot）。在1978年的電影《Planet of Dinosaurs》中，有一隻多刺甲龍被眾人殺死並被用來引誘暴龍現身，但以失敗告終。
多刺甲龍的化石可在東薩賽克斯郡的貝克斯希爾博物館，以及西薩賽克斯郡的霍舍姆博物館看到。

## 外部連結
- 貝克斯希爾博物館
- 霍舍姆博物館（页面存档备份，存于）
- William T. Blows（页面存档备份，存于） (多刺甲龍第二個種的敘述者)